# احمدپور، اوتار پرادش
احمدپور، اوتار پرادش (به انگلیسی: Ahmadpur, Uttar Pradesh) یک منطقهٔ مسکونی در هند است که در اوتار پرادش واقع شده‌است.

## خصوصیات
احمدپور ۱۰٬۰۰۰ نفر جمعیت دارد.